# Zaouli

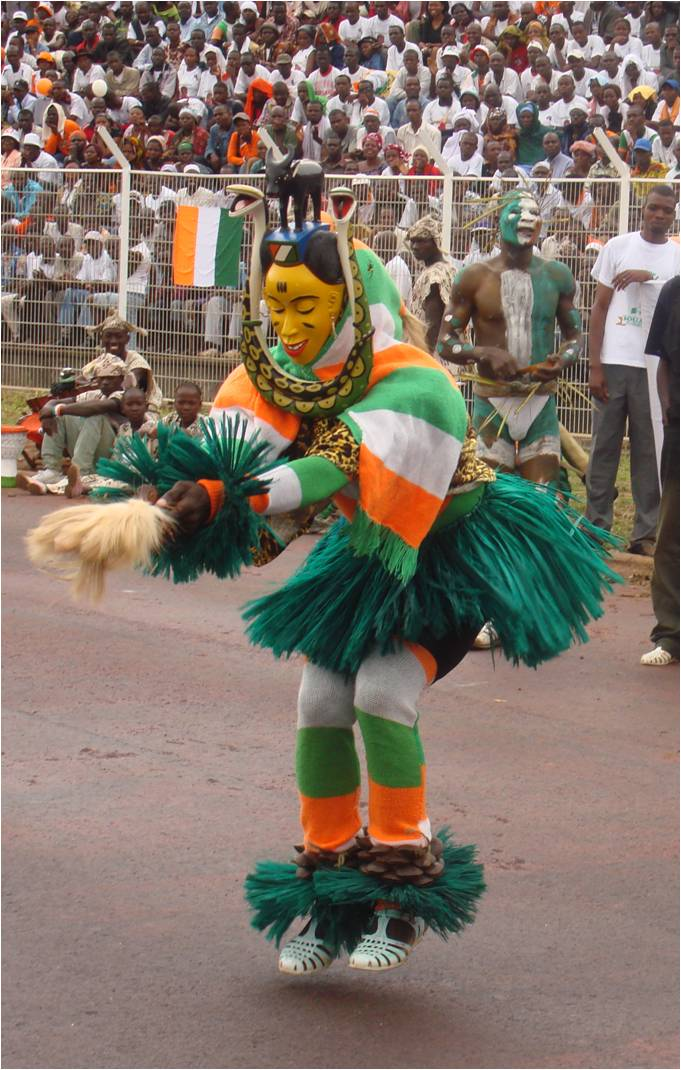
Un danzante de zaouli.

El zaouli es un baile tradicional de los guro (que hablan el idioma guro) y habitan el centro de Costa de Marfil. El baile se basa en un movimiento muy rápido de piernas mientras que la parte superior del cuerpo parece inmóvil o se desplaza sólo lentamente en horizontal (dando la impresión de que el danzante cuelga de su espalda y mueve los pies casi sin tocar el suelo)
La máscara usada para bailar el zaoli, fue creada en tiempos relativamente recientes (años 1350), y existen fuentes de que fue inspirada por una joven de nombre "Djela Lou Zaouli" ("Zaouli, hija de Djela"). Sin embargo, existen otras versiones sobre el origen de la máscara, y cada máscara parece tener su propio simbolismo
En cada aldea  hay un danzante local , (siempre un hombre), que interviene durante funerales y celebraciones. Tradicionalmente, se ha creído que este baile da prosperidad a la aldea en la que se celebra, y también es percibido un elemento de unidad entre los guro, y en parte también por muchas personas de Costa de Marfil, fuera de los que son guro.

## En la cultura popular
- La rapera británica de origen cingalés M.I.A. incluyó un videoclip de un baile "Zaouli" en su vídeo "Matahdatah Scroll 01 "Broader Than a Border"", lo cual dio popularidad internacional a este baile africano.